# Crab Orchard (Tennessee)
Crab Orchard és una població dels Estats Units a l'estat de Tennessee. Segons el cens del 2000 tenia 838 habitants.

## Demografia
Segons el cens del 2000, Crab Orchard tenia 838 habitants, 345 habitatges, i 245 famílies. La densitat de població era de 29,1 habitants/km².
Dels 345 habitatges en un 31% hi vivien nens de menys de 18 anys, en un 59,4% hi vivien parelles casades, en un 8,1% dones solteres, i en un 28,7% no eren unitats familiars. En el 26,4% dels habitatges hi vivien persones soles el 9,3% de les quals corresponia a persones de 65 anys o més que vivien soles. El nombre mitjà de persones vivint en cada habitatge era de 2,43 i el nombre mitjà de persones que vivien en cada família era de 2,93.
Per edats la població es repartia de la següent manera: un 23,3% tenia menys de 18 anys, un 7,5% entre 18 i 24, un 31% entre 25 i 44, un 25,1% de 45 a 60 i un 13,1% 65 anys o més.
L'edat mediana era de 38 anys. Per cada 100 dones de 18 o més anys hi havia 102,2 homes.
La renda mediana per habitatge era de 22.986 $ i la renda mediana per família de 29.833 $. Els homes tenien una renda mediana de 24.135 $ mentre que les dones 15.809 $. La renda per capita de la població era d'11.161 $. Entorn del 12,7% de les famílies i el 14,3% de la població estaven per davall del llindar de pobresa.

## Poblacions més properes
El següent diagrama mostra les poblacions més properes.